# أوستن برادي
أوستن برادي (بالإنجليزية: Austin Brady)‏ (17 أبريل 1955 بدبلن في جمهورية أيرلندا - ) هو لاعب كرة قدم أيرلندي في مركز الدفاع. لعب مع باتريك أتلتيك ودرودا يونايتد ونادي بوهيميان وMonaghan United F.C. ‏ وأثلون تاون ‏.

## وصلات خارجية
- أوستن برادي على موقع قاعدة بيانات كرة القدم.إي يو (الإنجليزية)